# 大分大学医学部附属病院
大分大学医学部附属病院（おおいただいがくいがくぶふぞくびょういん、英称:Oita University Hospital）は、大分県由布市の大分大学挾間キャンパス内にある大学病院である。
1981年10月31日の開院以降大分医科大学附属病院という名称だったが、2003年10月1日、旧大分大学と大分医科大学の統合によって現在の名称に変更された。

## 診療科目
- 内科
- 呼吸器内科
- 消化器内科
- 循環器内科
- 腎臓内科
- 神経内科
- 血液内科
- 内分泌・糖尿病内科
- 腫瘍内科
- 精神科
- 小児科
- 児童精神科
- 神経小児科
- 呼吸器外科
- 消化器外科
- 病理診断科
- 心臓血管外科
- 乳腺外科
- 小児外科
- 脳神経外科
- 整形外科
- リウマチ科
- リハビリテーション科
- 皮膚科
- 形成外科
- 腎臓外科
- 泌尿器科
- 眼科
- 耳鼻咽喉科
- 頭頸部外科
- 産婦人科
- 放射線科
- 麻酔科
- アレルギー科
- 歯科口腔外科
- 救命救急科

### 中央診療施設
- 検査部
- 手術部
- 放射線部
- 材料部

### 特殊診療施設
- 高度救命救急センター
- 集中治療部
- 輸血部
- 病理診療科
- 病理部
- 医療情報部
- 臨床薬理センター
- リハビリテーション部
- 総合患者支援センター
- 周産母子センター
- CCU部
- 血液浄化センター
- 内視鏡診療部
- 感染制御部
- ME機器センター
- 医療安全管理部
- 卒後臨床研修センター
- 腫瘍センター
- 総合臨床研究センター
- 肝疾患絵相談センター
- 臨床栄養管理室
- 遺伝子診療室
- 認知症先端医療推進センター

### その他
- 薬剤部
- 看護部
- 医療技術部
- 災害対策室

## 医療機関の指定・認定
（下表の出典）
| 保険医療機関                                             |
| 労災保険指定医療機関                                     |
| 指定自立支援医療機関（更生医療）                         |
| 指定自立支援医療機関（育成医療）                         |
| 指定自立支援医療機関（精神通院医療）                     |
| 身体障害者福祉法指定医の配置されている医療機関           |
| 精神保健指定医の配置されている医療機関                   |
| 生活保護法指定医療機関                                   |
| 医療保護施設                                             |
| 結核指定医療機関                                         |
| 指定養育医療機関                                         |
| 指定療育機関                                             |
| 指定小児慢性特定疾病医療機関                             |
| 難病の患者に対する医療等に関する法律に基づく指定医療機関 |
| 戦傷病者特別援護法指定医療機関                           |
| 原子爆弾被害者一般疾病医療取扱医療機関                   |
| 第二種感染症指定医療機関                                 |
| 母子保護法指定医の配置されている医療機関                 |
| 特定機能病院                                             |
| 災害拠点病院（地域）                                     |
| 高度救命救急センター                                     |
| 臨床研修病院等                                           |
| 臨床修練病院等                                           |
| がん診療連携拠点病院                                     |
| エイズ治療拠点病院                                       |
| 肝疾患診療連携拠点病院                                   |
| 特定疾患治療研究事業委託医療機関                         |
| DPC対象病院                                              |
| 地域周産期母子医療センター                               |
| 不妊専門相談センター                                     |

- 大分DMAT指定医療機関
- ドクターヘリ基地病院
- 公益財団法人日本医療機能評価機構認定病院[3]
- このほか、各種法令による指定・認定病院であるとともに、各学会の認定施設でもある。

## 交通アクセス
- JR日豊本線・JR久大本線・JR豊肥本線「大分駅」から[4]
  - 「中央通り2番(トキハ本店前)」または「大分駅前5番(駅前商店街)」停留所より「大学病院」行き大分バス乗車。